# アスカロンのアンティオコス
アスカロンのアンティオコス (ギリシア語: Άντίοχος ὁ Ἀσκαλώνιος、紀元前125年 - 紀元前68年)は、ヘレニズム期末期のアカデメイア派または中期プラトン派の哲学者。キケローの師の一人。アカデメイアでラリッサのフィロンに師事したが、フィロンやその先人たちのアカデメイア派懐疑主義からは離れ、プラトニズムにストア主義や逍遥学派の教義を導入する折衷主義の立場をとった。またフィロンの懐疑主義に反対し、人間の霊魂は真偽の区別が可能だと宣言した。古アカデメイア派の復興を主張し、中期プラトニズムを創始した。

## 生涯
シリア地方のアスカロン出身。彼はルキウス・リキニウス・ルクッルス(ミトリダテス6世の競争相手)の友人で、また、キケローがアテナイで学生だった頃(紀元前79年)の彼の友人であった。しかし彼はシリアでと同様にアレクサンドリアでも学派を形成し、そこで死んだようだ。彼は当時非常に高名な哲学者であったようで、ストラボンがアスカロンについて記述する際にこの町の特徴としてアンティオコスの出身地であることにふれているし、キケローが親愛の念が感じられる丁寧な調子で、彼はアカデメイア派でも最高の最も見識高い人物で、当代で最も洗練された知性鋭い哲学者だと度々述べている。
アンティオコスはストア派のアテナイのムネサルコスのもとに学んだが、彼の最大の師はラリッサのフィロンであった。フィロンはアカデメイアでクレイトマコスの後をついで学頭となった人物である。しかし、アンティオコスはフィロンの門下生というより反対者としてよく知られている。キケローはアンティオコスが師を反駁した論文を「ソースス(sosus)」と呼んでいるが、その論文でアンティオコスはアカデメイア派的懐疑主義を論駁している。「カノニカ(Canonica)」と呼ばれている彼のもう一つの著作はセクストス・エンペイリコスに引用されているが、論理学に関する論文だったようだ。
アンティオコスは、フィロンが「第四のアカデメイア」の創設者と呼ばれるのと同様に、「第五のアカデメイア」の創設者と呼ばれる。この時期は、紀元前86年のアカデメイアの破滅を招くことになる紀元前88年の第一次ミトリダテス戦争の少し前から始まる。このころ、アンティオコスはアレクサンドリアに居住していた。彼はキケローが紀元前79年にアテナイに留学してくるまでにはアテナイに戻り、68年に死去したようだ。

## 哲学
アンティオコス以前のアカデメイア派が懐疑主義を奉じたのはおそらく、プラトンがその門下生を真理を発見する正しい方法としての抽象的推論へと導き、知覚による印象をあまり信用しないように指導することに成功したことに起因するだろう。キケローは、いかなる種類の知識にも確かさのようなものが存在しないと考えた哲学者の中にプラトン自身をも位置付けていて、まるで彼が信頼できる知覚器官としての感覚と、それらが伝達するある種の知識を蔑視したために理性の結論が無効になったかのようである。
後の哲学者は、(アルケシラオスのように不確かな真実の価値を比較して誇張するために)極端に排他的に感覚の不確かさを主張することで、あるいはカルネアデスやフィロンのように同じ誤りやすさを拡張して理性にも及ぼすことで、懐疑主義のレベルにまで達し理論的なものにしろ実際的なものにしろあらゆる真理の根拠を攻撃する。ゆえに倫理哲学における独特な教義を喧伝することを除けば、知識の根拠や人間の真理を発見する能力について考察することがアンティオコスの第一の目標となった。しかし、キケローが限度いっぱいにアンティオコスの意見を説明した本が散逸したため、彼が成功したか完全に判断することはできない。
アンティオコスはフィロンやカルネアデスに反対して、知性にはそれ自体の内に真偽を見分ける試験をする能力が備わっていると主張し、同時に古アカデメイア派、つまりプラトンの流派の教義の復興を公言した。あるいはアカデメイア派の言葉で、実際の対象から起きるイメージとそれらの概念の間で対応する真実が存在しないことを認めている。懐疑主義者の主張として、もし二つの考えが実際上似ていて互いに区別できないとすれば、どちらかをもう一方より確かに知っていると言うことはできない、というものがある。また、全ての真である考えは同類の偽である考えをそれに付属させる責任があるという議論もある。こういった主張のゆえに、確かに知られ得るものは何もないということになる。この推論は明らかに、心はそれ自体の内に真偽の基準を含んでいるという主張のひっくり返ったものである。懐疑主義者たちの推論は、「推論は真だとみなされる前提に基づいて進むので、いかなる前提にも確かな根拠が存在しないことになるならば、結局懐疑主義者たちの推論は自分自身を論駁している」という主張によっても攻撃される。こういうやり方でアンティオコスは、アカデメイア派によって全くもって不確かだと攻撃された感覚を擁護してストア主義的な立場をとったようだ。 
プラトンやアリストテレスによって以前完全にふるいにかけられた議論の中で同じ問いが、学問の本性を分析し、様々な種類の真実を扱ううえでそれらが純粋な知的理解の対象であるか確率的で不確かな知識の対象であるかに応じて考察されてきたことは明らかである。アカデメイア派が黙殺してきた弁証術の技法が結果的に復興され、そのためアンティオコスの倫理学の教えるところの根拠が存在することが示されるようだ。ストア派のパラドックスやアカデメイア派の懐疑主義の言いなりにならずに、アンティオコスは主要な教義の中でアリストテレスの教義とはほぼ対照的に以下のように述べている。つまり、幸福は本質的に徳の高い生活を内包し、外的な物事から独立ではない。そのため、彼はあらゆる罪は等価であるというストア派の教義を否定するが、あらゆる感情は抑えられるべきだと考える点でストア派に同意する。よって、全体として、キケローが彼をストア派に位置づけようとした のにもかかわらず、アンティオコスは自身を折衷主義の哲学者だと考えていたようで、古アカデメイア派を復興させるためにストア派や逍遥学派の教義を合体させようとした。